# Museo Carmen Funes
Museo Municipal Carmen Funes – paleontologiczne muzeum w argentyńskiej miejscowości Plaza Huincul.
Muzeum zostało założone w listopadzie 1984. Umiejscowione jest przy skrzyżowaniu drogi krajowej nr 22 z drogą prowincjonalną nr 17, przy wjeździe do miasta. Słynie z kolekcji szczątków dinozaurów, zwłaszcza argentynozaura i giganotozaura. Oprócz tego, w muzeum jest też prezentowana ekspozycja związana z wydobyciem ropy naftowej w okolicy. Dyrektorem placówki jest Esther Liliana Rikemberg. Wstęp kosztuje 10 peso argentyńskich, a dla dzieci poniżej 10 lat jest wolny.

## Literatura dodatkowa
- Luis M. Chiappe, Rodolfo A. Coria, Lowell Dingus, Frankie Jackson, Anusuya Chinsamy, Marilyn Fox. Sauropod dinosaur embryos from the Late Cretaceous of Patagonia. „Nature”. 396, s. 258-261, 1998-11-18. Nature Publishing Group. DOI: 10.1038/24370. ISSN 0028-0836. (ang.).